# Садовый арион
Садовый арион (лат. Arion hortensis) — вид наземных брюхоногих моллюсков рода Arion семейства арионид (Arionidae). Типовой вид подрода Kobeltia. Является вредителем сельского хозяйства.

## Описание
Тело сильно удлинённое, со слабовыпуклой спиной. Длина расправленного животного составляет 30—40 мм. Хвостовая часть без киля. Кожа плотная, туго натянутая, с тонким рельефом; между мантийной щелью и средней линией спины имеется 18—20 рядов морщин. Прижизненная окраска молодых особей тёмно-серая, взрослых — тёмно-коричневая. Спина чёрная. После фиксации коричневый оттенок исчезает и спина становится голубовато-серой или пепельной. Боковые полосы спины и мантии чёрные, правая полоса окружает дыхательное отверстие. Верхняя граница полос всегда чёткая, нижняя — неясная, так как на боках по направлению к подошве пигмент исчезает. Кольцевая борозда жёлтая, иногда слабо поперечно исчерченная. Затылок светлый, голова и щупальца тёмные. Слизь верхней стороны бледно-жёлтая или темножелтая; слизь подошвы бесцветная.
Срединные и боковые зубы походят на зубы представителей подрода Carinaron. Краевые имеют более высокий мезокон, тогда как эктокон рудиментарный. Число рядов составляет 100—120. Кишечник немного перекручен. Зоб имеет сзади отчётливый круглый карман, который, возможно, является желудком.
У свежезафиксированных слизней половые органы желтовато-розовые. Яйцевод длинный, почти равный суммарной длине семяпровода и эпифаллуса, у места прикрепления полового ретрактора слегка изогнут. Семяпровод короткий, равный по длине матке, перед впадением в клоаку сильно расширяется, образуя кольцевое утолщение. Эпифаллус имеет вид вытянутого, уплощённого посередине конуса, на границе с атриумом имеющего валикообразное слабое вздутие.
Атриум бочковидный, сужен к половому отверстию.
В литературе описаны два типа сперматофора, что даёт основание полагать таксономическую неоднородность исходного материала. Первый тип сперматофора — веретенообразный, гладкий, без рёбер и зубчиков, с загнутым передним концом, длиной 6,5 мм. Второй тип — конический, с загнутым передним концом и широким основанием и крупными шипами, длиной 5 мм; вдоль его тела тянется ребро, покрытое мелкими зубчиками, которые ориентированы назад.

## Размножение
Приступает к спариванию и откладыванию яиц с четырёхмесячного возраста. Спаривание обычно происходит в ночное время. Ему предшествуют брачные танцы — кружение, потирание радулами, слизывание жидкости.
Яйца диаметром 3,5 мм. В течение жизни слизень откладывает 150—200 яиц; каждая кладка может содержать от 12 до 80 штук. Развитие зависит от температуры и занимает от 19 дней до 7 недель. Только что вылупившиеся слизни длиной 4—7 мм, фиолетово−коричневого цвета, без следов киля, — отличительный признак вида, позволяющий отличить его от молоди представителей подрода Carinaron. Продолжительность жизни составляет около 16 месяцев.

## Ареал
Основным местом обитания являются сады и парки, реже кустарники, лесные поляны и луга. Как синантропный вид обычен в садах, огородах, оранжереях, парниках, в хранилищах овощей и фруктов, кладбищах, на пустырях. Зимует в подвалах, погребах и в канализационных трубах.
Природный ареал вида — Пиринейский и Аппенинский полуострова. Является синантропным видом в Средней Европе, Скандинавии, реже Северной Африке и Болгарии. Завезён в Северную Америку и Тасманию.

## Значение для человека
Вредитель сельского хозяйства. Питается плодами и зелёными частями растений, нанося существенный ущерб. Особо опасен для декоративных культур, земляники, сельдерея, салата, капустной рассады и бобовых. Против него применяются различные механические барьеры, а также моллюскоциды на основе сульфата железа (III), метальдегида и метиокарба.
Является промежуточным хозяином для круглого червя Aelurostrongylus falciformis.